# Carrer Sant Sebastià (Moià)
El Carrer Sant Sebastià és una obra de Moià inclosa a l'Inventari del Patrimoni Arquitectònic de Catalunya.

## Descripció
El carrer de S. Sebastià enllaça la plaça del mateix nom amb el carrer de S. Pere, fins l'indret on abans hi havia la capella de Sant Josep. Hi predominen les cases de tres pisos, algunes avui totalment reformades. Cal destacar la llinda de l'antiga capella de S. Josep (1620), un motiu de ferrer del núm.50, el casalot de cal Fermí (núm.31) que havia estat casa d'estiueig i que conté detalls esgrafiats i bonics picaportes, les cases núm. 25,27 (1796), el portal renaixentista del núm. 21, del núm. 18, la casa del núm. 19 i les golfes del núm. 24.

## Història
Aquest carrer va néixer a partir del segle xvi en el camí ral de Manresa a Vic, era l'anomena't "raval de dalt". S'hi va instal·lar gent aposentada i d'ofici: rellotgers, vinaters, ferrers...
Primer s'edificà la banda de baix, orientada a migdia, deixant la part nord per a magatzems i graners, perquè per culpa del pendent, la planta baixa quedava sense ventilació. Més endavant la planta superior fou habitada.